# Provincia de Markazí
Markazí (en persa: مرکزی) es una de las 31 provincias de Irán. Está al oeste del país, y su capital es Arak. Su población se calcula en 1,35 millones. Los actuales límites de la provincia datan de los años 80 cuando fue separada de la provincia de Teherán, con anexión de zonas de Isfahán, Semnan y Zanjan.
Las principales ciudades de la provincia son: Saveh, Arak, Mahallat, Jomein, Delijan,Farahan, Tafresh, Ashtian y Shazand (anteriormente conocida como Sarband). Tiene una superficie de 29.530 km², que para efectos comparativos es similar a la de Albania.

## Historia

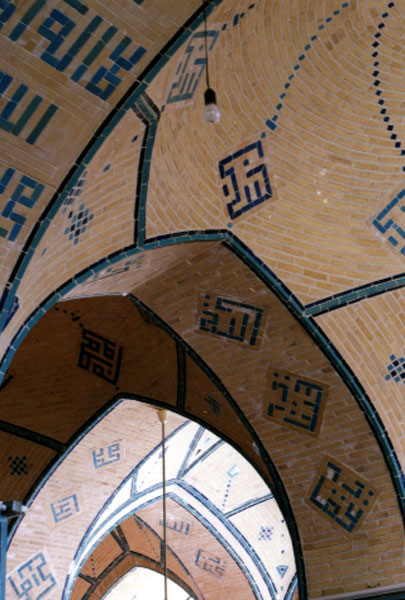
La mezquita de Narāgh. La provincia Markazí es rica en patrimonio arquitectónico e histórico.

La provincia Markazí formaba parte del Imperio Medo en el I milenio a. C., que incluía a todas las partes occidentales y centrales de lo que hoy es Irán. La región está considerada como uno de los antiguos asentamientos de la meseta iraní. Numerosas ruinas testimonian la antigüedad de la región. 
En la primera época del Islam, el nombre de la región era Yabal o Qahestan. A principios del siglo X, Jorheh se había convertido en una ciudad famosa de la provincia de Yabal, después de Tafresh y Jomein. 
En época reciente, la expansión del ferrocarril norte-sur (conocido como el Corredor persa) y el establecimiento de las principales industrias ayudó al desarrollo de la región. 
Muchas celebridades en la historia de Irán tienen sus ancestros en la provincia, entre ellos: Mirza Abolqasem Qaem Maqam, Abbas Eqbal Ashtianí, Mirza Taqi Jan Amir Kabir, Qaem Maqam Farahaní, Mahmud Hesabí, el ayatolá Jomeini, ayatolá Arakí y otros.

## Geografía y clima
Markazí tiene inviernos fríos y secos debido al terreno montañoso. Tiene una superficie de 29,530 km² (el 1,8% de todo Irán.)

## Municipios y distritos
La provincia Markazí está formada por 10 municipios y 18 distritos.
| Mapa                                                                                     | Shahrestan | Clave en el mapa | Bakhsh   | Centro  |            |
| ---------------------------------------------------------------------------------------- | ---------- | ---------------- | -------- | ------- | ---------- |
|                                                                                          |            |                  |          |         |            |
| Arak                                                                                     | A          | Central          | Arak     |         |            |
| Arak                                                                                     | k          | Khandab          | Arak     |         |            |
| Ashtian                                                                                  | Ash        | Central          | Ashtian  |         |            |
| Delijan                                                                                  | D          | Central          | Delijan  |         |            |
| Komijan                                                                                  | K          | Central          | Komijan  |         |            |
| Komijan                                                                                  | m          | Milajerd         | Komijan  |         |            |
| Komein                                                                                   | Kh         | Central          | Jomein   |         |            |
| Komein                                                                                   | k          | Kamareh          | Jomein   |         |            |
| Mahallat                                                                                 | M          | Central          | Mahallat |         |            |
| Saveh                                                                                    | S          | Central          | Saveh    |         |            |
| Saveh                                                                                    | n          | Nobaran          | Saveh    |         |            |
| Shazand                                                                                  | Sh         | Central          | Shazand  |         |            |
| Shazand                                                                                  | s          | Sarband          | Shazand  |         |            |
| Shazand                                                                                  | z          | Zalian           | Shazand  |         |            |
| Farahan                                                                                  | F          | Central          | Farmahin |         |            |
| Farahan                                                                                  | K          | Khenejin         | Farmahin |         |            |
| Tafresh                                                                                  | T          | Central          | Tafresh  |         |            |
| Tafresh                                                                                  | Zarandiyeh | Z                | Tafresh  | Central | Mamooniyeh |
| k                                                                                        | Zarandiyeh | Kharqan          |          |         | Mamooniyeh |
| Provincias vecinas: E: Isfahán, H: Hamadán, L: Luristán, Qm: Qom, Qz: Qazvín, T: Teherán |            |                  |          |         |            |

## Colegios y universidades
1. Universidad de Arak de Ciencias Médicas
2. Universidad de irán de Ciencia y Tecnología, Campus de Arak
3. Universidad de Arak
4. Islámica Azad de Jomein (enlace roto disponible en Internet Archive; véase el historial, la primera versión y la última).
5. Universidad Tafresh, Campus de Tafresh
6. Universidad Azad Islámica de Arak
7. Universidad Islámica Azad de Saveh
8. Universidad Islámica Azad de Farahan Archivado el 10 de agosto de 2011 en Wayback Machine.
9. Universidad Islámica Azad de Ashtian
10. Universidad Islámica Azad de Tafresh
11. Universidad Tarbiat Moallem de Arak